# Sybilla Maurer
Sybilla Maurer, verheiratet Heckel und Gilardi, (getauft am 17. November 1667 in Freystadt; bestattet am 22. April 1730 in Allersberg) war eine deutsche Drahtzieherin.
Maurer war das dritte Kind von Pankraz und Margaretha Maurer.
Maurer begann in einer Drahtzieherei in Freystadt zu arbeiten. Aufgrund der strengen Zunftvorschriften ging sie 1690 nach Allersberg. Dort begann sie im Betrieb von Georg Heckel senior zu arbeiten. Den Betrieb hatte der Bürgermeister im Jahr zuvor gegründet und Maurer brachte ihr technisches Wissen in den Betrieb ein. Am 29. April 1692 heiratete sie Georg Heckel junior († 1707). Sie hatten acht Kinder, wovon sechs ihren Vater überlebten.
Nach der Überlieferung bat sie nach dem Tod ihres ersten Gatten Jacob Gilardi, ihren wichtigsten Geschäftspartner, sie am 24. September 1708 zu heiraten. Dieser brachte kaufmännisches Wissen und die Geschäftskontakte in die Ehe ein. Gemeinsam entwickelte sie den handwerklichen Betrieb der Heckel zu einer Fabrik. Während ihr Mann Verträge in Russland, England, Portugal, Italien, Frankreich oder dem Osmanischen Reich abschloss, führte sie den heimischen Betrieb.
In der Kirche Mariä Himmelfahrt ist ein Epitaph von ihr erhalten. In Allersberg ist die Sybilla-Maurer-Allee und die Sybilla-Maurer-Grundschule benannt.